# Константин Новосьолов
Константин Сергеевич Новосьолов (на руски: Константи́н Серге́евич Новосёлов) е британски физик от руски произход.
Носител е на Нобелова награда за физика за 2010 г. заедно с Андре Гейм за откриването на графена, с която става най-младия жив носител на Нобелова награда за всички области. На 31 декември 2011 г. му е присъдено рицарско звание, с което идва и обръщението към него сър Константин.

## Биография
Роден е на 23 август 1974 г. в Нижни Тагил, Свредловска област, РСФСР, СССР. Завършва Московския физико-технически институт през 1997 г. със специализация наноелектроника.
След това учи и работи в Университета на Неймеген, Нидерландия, после се мести в Манчестърския университет, където защитава дисертация и става доктор през 2003 г.
Достигнал е коефициент на Хирш 38 с научните си публикации.